# Hemigrapsus crassimanus
Hemigrapsus crassimanus är en kräftdjursart som beskrevs av James Dwight Dana 1851. Hemigrapsus crassimanus ingår i släktet Hemigrapsus och familjen Varunidae. Inga underarter finns listade i Catalogue of Life.